# اچ‌ام‌اس بلکپول (اف۷۷)
اچ‌ام‌اس بلکپول (اف۷۷) (به انگلیسی: HMS Blackpool (F77)) یک کشتی بود که طول آن ۳۶۰ فوت (۱۰۹٫۷ متر) بود. این کشتی در سال ۱۹۵۷ ساخته شد.